# Земландська група військ
Земландська група військ (рос. Земландская группа войск) — оперативна група радянських військ, що діяла у складі 3-о Білоруського фронту та формувань розформованого 1-го Прибалтійського фронту за часів Другої світової війни.

## Формування Земландської групи військ
| № | Назва                    | Сформована                    | У складі              | Час існування             | Бойовий шлях битви, операції, бої | Бойовий шлях битви, операції, бої | Склад                                                | Подальша доля | Командувачі    |
| № | Назва                    | Сформована                    | У складі              | Час існування             | Оборонні                          | Наступальні | Склад                                                | Подальша доля | Командувачі    |
| - | ------------------------ | ----------------------------- | --------------------- | ------------------------- | --------------------------------- | --- | ---------------------------------------------------- | ------------- | -------------- |
| 1 | Земландська група військ | з 1-го Прибалтійського фронту | 3-й Білоруський фронт | 24 лютого — 2 квітня 1945 | Не брала участі                   | Східно-Прусська → Інстербурзько-Кенігсберзька → Млавсько-Ельбінзька → Растенбурзько-Хейльсберзька операція → Земландська операція → Гайлігенбайлський мішок | 2-га гв. А, 11-та гв. А, 39-та, 43-тя, 50-та 3-тя ПА | розформована  | Баграмян І. Х. |

## Склад групи військ перед початком Земландської операції
- Земландська група військ 3-го Білоруського фронту
  - 2-га гвардійська армія
    - 11-й гвардійський стрілецький корпус (2-га гвардійська стрілецька дивізія, 3-тя гвардійська мотострілецька дивізія, 32-га гвардійська стрілецька дивізія)
    - 60-й стрілецький корпус (154-та стрілецька дивізія, 251-ша стрілецька дивізія, 334-та стрілецька дивізія)
    - 103-й стрілецький корпус (115-та стрілецька дивізія, 182-га стрілецька дивізія, 325-та стрілецька дивізія)
    - частини армійського підпорядкування

  - 11-та гвардійська армія
    - 8-й гвардійський стрілецький корпус (5-та гвардійська стрілецька дивізія, 26-та гвардійська мотострілецька дивізія, 83-тя гвардійська стрілецька дивізія)
    - 16-й гвардійський стрілецький корпус (1-ша гвардійська стрілецька дивізія, 11-та гвардійська стрілецька дивізія, 31-ша гвардійська стрілецька дивізія)
    - 36-й гвардійський стрілецький корпус (16-та гвардійська стрілецька дивізія, 18-та гвардійська стрілецька дивізія, 84-та гвардійська стрілецька дивізія)
    - частини армійського підпорядкування

  - 5-та армія
    - 45-й стрілецький корпус
    - 65-й стрілецький корпус
    - 72-й стрілецький корпус
    - частини армійського підпорядкування

  - 39-та армія
    - 5-й гвардійський стрілецький корпус
    - 94-й стрілецький корпус
    - 113-й стрілецький корпус
    - частини армійського підпорядкування

  - 43-тя армія
    - 13-й гвардійський стрілецький корпус
    - 54-й стрілецький корпус
    - 90-й стрілецький корпус
    - частини армійського підпорядкування

  - 1-ша повітряна армія
    - 6-й бомбардувальний авіаційний корпус

  - 3-тя повітряна армія
    - 11-й винищувальний авіаційний корпус